# Porównawcza hybrydyzacja genomowa
Porównawcza hybrydyzacja genomowa; CGH (ang. Comparative Genomic Hybridization) — metoda cytogenetyczna polegająca na detekcji utraty lub amplifikacji regionów chromosomowych na poziomie prążka chromosomowego bez konieczności prowadzenia hodowli komórkowej. Polega ona na wyznakowaniu dwóch preparatów DNA (badanego i wzorcowego) różnymi fluorochromami i porównaniu natężenia fluorescencji w chromosomach danej pary.
Metoda ta pozwala na detekcję różnic w ilości kopii DNA pomiędzy kontrolnym (referencyjnym) i badanym DNA, co ma znaczenie w:
- detekcji aneuploidii chromosomowych
- amplifikacji DNA w czasie diagnostyki nowotworowej
- Identyfikacja markerów w trakcie diagnostyki pre- i postnatalnej detekcja aberracji chromosomowych niezrównoważonych (metodą CGH nie można wykryć aberracji zrównoważonych)